# Opus II
Opus II est un demi-dieu de la mythologie grecque. Fils de Zeus et de Cambyse, il est le petit-fils d’Opus.

## Récit mythologique

### Naissance
Cambyse, fille d'Opus, fut emmenée par Zeus au Ménale où elle enfanta Opus II.
Celui-ci fut adopté par Locrus, roi de Locride qui était stérile.

### Règne
Locrus plaça Opus à la tête de la ville d'Oponte qui prit son nom. Des étrangers sont venus à lui d’Argos, de Thèbes, d’Arcadie et de Pise. Parmi les colons, il honora principalement le fils d’Actor et d’Égine, Menoetius qui devint le père de Patrocle.
Après une querelle entre son père Locrus et Opus, ce dernier emmena avec lui un grand nombre de citoyens et alla chercher un oracle. L’oracle lui dit de construire une ville là  où il aurait la chance d’être mordu par un chien de bois.
Alors qu’il recherchait cet emplacement, Opus marcha sur une bruyère dont le nom grec (cynosbatos) signifie "rose du chien". C'est à cet emplacement qu'il fonda sa colonie.

### Descendance
Opus était le père de Cycnos, père d’Odoedocus, père d’Oilée, père d’Ajax le Petit.